# Molagnies
Molagnies est une commune française située dans le département de la Seine-Maritime en région Normandie.

## Géographie
| Gancourt-Saint-Étienne |           | Saint-Quentin-des-Prés Oise |
|                        | Molagnies | Saint-Quentin-des-Prés Oise |
| Cuy-Saint-Fiacre       |           | Saint-Quentin-des-Prés Oise |

La commune est située sur un point élevée entre deux rivières et sur des marécages.

### Hydrographie
La commune est située dans le bassin Seine-Normandie. Elle est drainée par l'Epte, le fossé 02 de la commune de Gancourt-Saint-Etienne et le fossé 03 de la commune de Gancourt-Saint-Etienne,,.
L'Epte, d'une longueur de 113 km, prend sa source dans la commune de Compainville et se jette  dans la Seine à Notre-Dame-de-la-Mer, après avoir traversé 44 communes. 

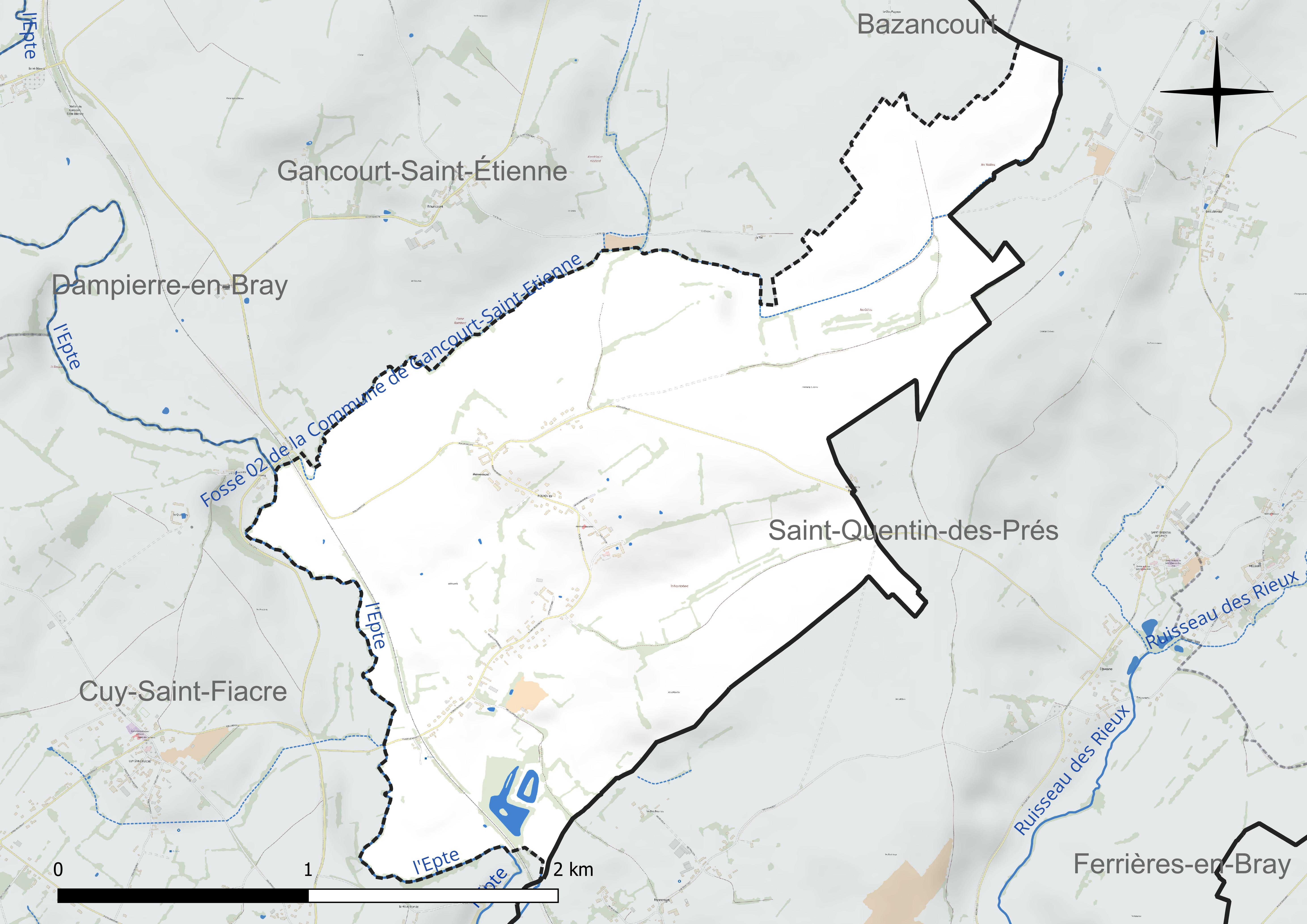
Réseau hydrographique de Molagnies.

### Climat
Pour des articles plus généraux, voir Climat de la Normandie et Climat de la Seine-Maritime.
En 2010, le climat de la commune est de type climat océanique dégradé des plaines du Centre et du Nord, selon une étude du CNRS s'appuyant sur une série de données couvrant la période 1971-2000. En 2020, Météo-France publie une typologie des climats de la France métropolitaine dans laquelle la commune est exposée à un climat océanique et est dans la région climatique Côtes de la Manche orientale, caractérisée par un faible ensoleillement (1 550 h/an) ; forte humidité de l’air (plus de 20 h/jour avec humidité relative > 80 % en hiver), vents forts fréquents. Parallèlement le GIEC normand, un groupe régional d’experts sur le climat, différencie quant à lui, dans une étude de 2020, trois grands types de climats pour la région Normandie, nuancés à une échelle plus fine par les facteurs géographiques locaux. La commune est, selon ce zonage, exposée à un « climat contrasté des collines », correspondant au Pays de Bray, bien arrosé et frais.
Pour la période 1971-2000, la température annuelle moyenne est de 10,2 °C, avec une amplitude thermique annuelle de 13,9 °C. Le cumul annuel moyen de précipitations est de 796 mm, avec 12,5 jours de précipitations en janvier et 8,6 jours en juillet. Pour la période 1991-2020, la température moyenne annuelle observée sur la station météorologique la plus proche, située sur la commune de Forges-les-Eaux à 16 km à vol d'oiseau, est de 10,7 °C et le cumul annuel moyen de précipitations est de 860,1 mm,. Pour l'avenir, les paramètres climatiques de la commune estimés pour 2050 selon différents scénarios d’émission de gaz à effet de serre sont consultables sur un site dédié publié par Météo-France en novembre 2022.

## Urbanisme

### Typologie
Au 1er janvier 2024, Molagnies est catégorisée commune rurale à habitat dispersé, selon la nouvelle grille communale de densité à sept niveaux définie par l'Insee en 2022.
Elle est située hors unité urbaine. Par ailleurs la commune fait partie de l'aire d'attraction de Gournay-en-Bray, dont elle est une commune de la couronne,. Cette aire, qui regroupe 21 communes, est catégorisée dans les aires de moins de 50 000 habitants,.

### Occupation des sols
L'occupation des sols de la commune, telle qu'elle ressort de la base de données européenne d’occupation biophysique des sols Corine Land Cover (CLC), est marquée par l'importance des territoires agricoles (100 % en 2018), une proportion identique à celle de 1990 (100 %). La répartition détaillée en 2018 est la suivante : 
prairies (58,5 %), terres arables (41,5 %). L'évolution de l’occupation des sols de la commune et de ses infrastructures peut être observée sur les différentes représentations cartographiques du territoire : la carte de Cassini (XVIIIe siècle), la carte d'état-major (1820-1866) et les cartes ou photos aériennes de l'IGN pour la période actuelle (1950 à aujourd'hui).

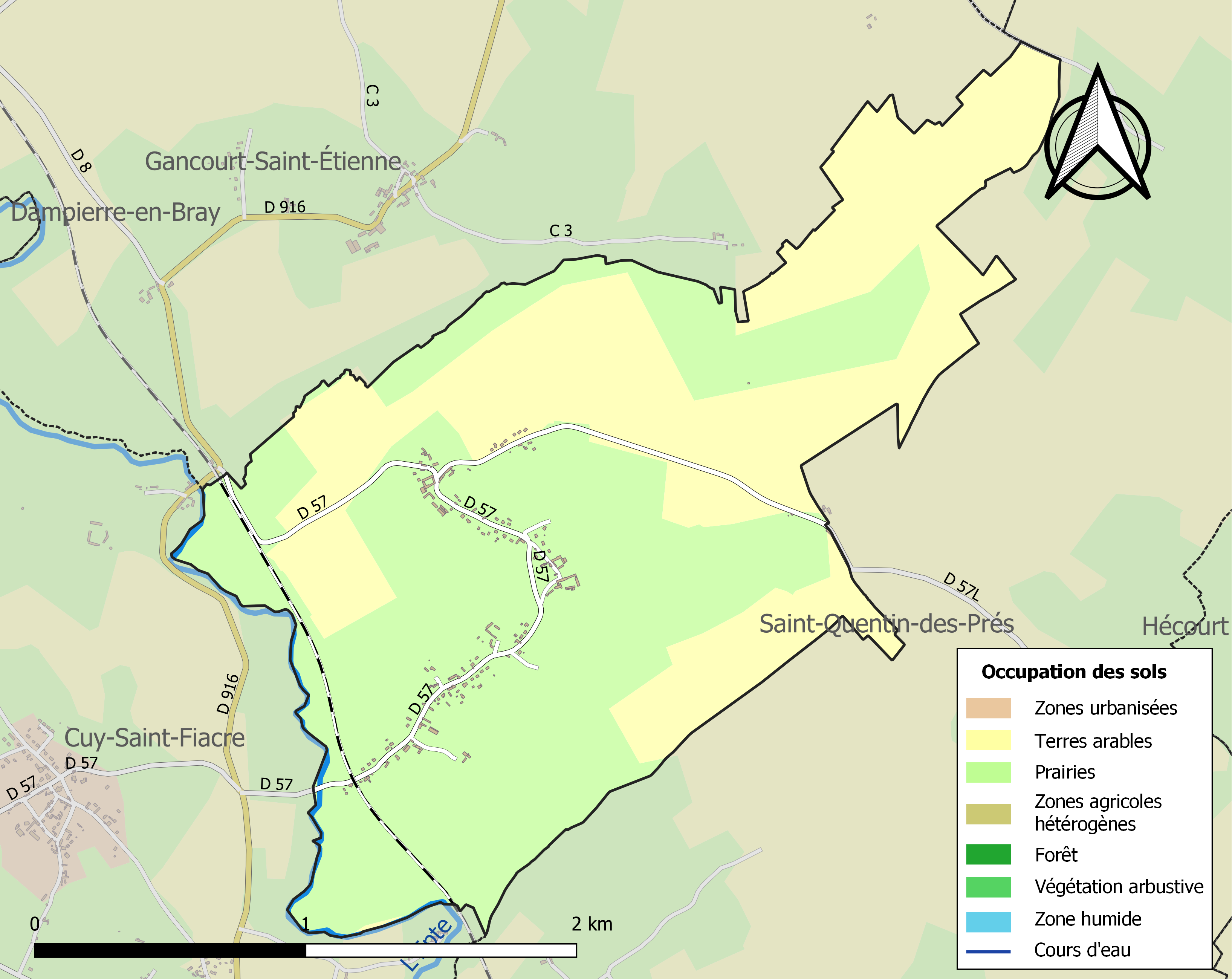
Carte des infrastructures et de l'occupation des sols de la commune en 2018 (CLC).

### Habitat et logement
En 2019, le nombre total de logements dans la commune était de 86, alors qu'il était de 81 en 2014 et de 68 en 2009.
Parmi ces logements, 89,1 % étaient des résidences principales, 6,1 % des résidences secondaires et 4,8 % des logements vacants. Ces logements étaient pour 97,8 % d'entre eux des maisons individuelles et pour 0 % des appartements.
Le tableau ci-dessous présente la typologie des logements à Molagnies en 2019 en comparaison avec celle de la Seine-Maritime et de la France entière. Une caractéristique marquante du parc de logements est ainsi une proportion de résidences secondaires et logements occasionnels (6,1 %) supérieure à celle du département (4 %) et à celle de la France entière (9,7 %). Concernant le statut d'occupation de ces logements, 88,9 % des habitants de la commune sont propriétaires de leur logement (89,9 % en 2014), contre 53 % pour la Seine-Maritime et 57,5 pour la France entière.
| Typologie                                               | Molagnies | Seine-Maritime | France entière |
| ------------------------------------------------------- | --------- | -------------- | -------------- |
| Résidences principales (en %)                           | 89,1      | 87,8           | 82,1           |
| Résidences secondaires et logements occasionnels (en %) | 6,1       | 4              | 9,7            |
| Logements vacants (en %)                                | 4,8       | 8,2            | 8,2            |

## Toponymie
Le nom de la localité est attesté sous les formes Moulleugnies et Moullangnies en 1240, Fief de Molagnies en 1603; de Molagny en 1669, Molagny en 1715 (Frémont).
Il s'agit d'une formation toponymique gallo-romane ou du haut Moyen Âge en -iacas, forme à l'accusatif pluriel du plus fréquent -(i)acum, suffixe d'origine celtique (gauloise) localisant à l'origine, puis marqueur de la propriété, rallongé en -iniacas, suffixe qui a acquis peu à peu son autonomie. -iniacas a régulièrement évolué en -(i)/-(a)nies, formes caractéristiques du nord de la France et de la Belgique,.
Le premier élément Mola- représente un anthroponyme, ce qui est toujours le cas pour ce genre de formation. François de Beaurepaire propose Motilo /-one, nom de personne de type germanique, hypothèse reprise par René Lepelley.
Remarque : l'identification du suffixe -iacas repose sur les formes anciennes des autres toponymes du nord de la France et de Belgique présentant cette terminaison -ies (qui a pu évoluer ultérieurement en -ier, -(i)ez, voire -ois), par exemple Landrecies (Nord, Landrecias 1142, nom de personne germanique Landerik), Romeries (Nord, Romerias 1046, nom de personne germanique Hrotmar), Guiseniers (Eure, Gisimacas lire *Gisiniacas, Gisiniacus 1025, Guisegnies 1235, Gysegnies 1237, nom de personne germanique Giso), etc.,, tous basés sur un nom de personne germanique.

## Histoire
Sous l'Ancien Régime, les chanoines de Gerberoy y avaient droit de haute, moyenne et basse justice[réf. nécessaire].

## Politique et administration

### Rattachements administratifs et électoraux

#### Rattachements administratifs
La commune se trouve depuis 1926 dans l'arrondissement de Dieppe du département de la Seine-Maritime.
Elle faisait partie depuis 1793 du canton de Gournay-en-Bray. Dans le cadre du redécoupage cantonal de 2014 en France, cette circonscription administrative territoriale a disparu, et le canton n'est plus qu'une circonscription électorale.

#### Rattachements électoraux
Pour les élections départementales, la commune est membre depuis 2014 d'un nouveau  canton de Gournay-en-Bray
Pour l'élection des députés, elle fait partie de la deuxième circonscription de la Seine-Maritime.

### Intercommunalité
Molagnies était membre de la communauté de communes du Bray-Normand, un établissement public de coopération intercommunale (EPCI) à fiscalité propre créé fin 2001 et auquel la commune avait transféré un certain nombre de ses compétences, dans les conditions déterminées par le code général des collectivités territoriales.
Dans le cadre des dispositions de la loi portant nouvelle organisation territoriale de la République du 7 août 2015, qui prévoit que les établissements publics de coopération intercommunale (EPCI) à fiscalité propre doivent avoir un minimum de 15 000 habitants, cette intercommunalité a fusionné avec ses voisines pour former, le 1er janvier 2017, la communauté  de communes des Quatre Rivières dont est désormais membre la commune.

### Liste des maires
| Période                                  | Période                    | Identité           | Étiquette | Qualité |
| ---------------------------------------- | -------------------------- | ------------------ | --------- | --- |
| Les données manquantes sont à compléter. |                            |                    |           | |
|                                          |                            | Pierre Louis Hénin |           | |
| Les données manquantes sont à compléter. |                            |                    |           | |
| mars 1983                                | En cours (au 10 août 2020) | Christian Ducrocq  |           | Ancien responsable des chauffeurs au Moulin Paul Dupuis à Gournay Président de la CC du Bray-Normand (2011 → 2016) Vice-président de la CC des Quatre Rivières (2017 → 2020) Réélu pour le mandat 2020-2026, |

## Démographie
L'évolution du nombre d'habitants est connue à travers les recensements de la population effectués dans la commune depuis 1793. Pour les communes de moins de 10 000 habitants, une enquête de recensement portant sur toute la population est réalisée tous les cinq ans, les populations de référence des années intermédiaires étant quant à elles estimées par interpolation ou extrapolation. Pour la commune, le premier recensement exhaustif entrant dans le cadre du nouveau dispositif a été réalisé en 2005.

En 2022, la commune comptait 209 habitants, en évolution de +22,22 % par rapport à 2016 (Seine-Maritime : +0,35 %, France hors Mayotte : +2,11 %).
| 1793 | 1800 | 1806 | 1821 | 1831 | 1836 | 1841 | 1846 | 1851 |
| ---- | ---- | ---- | ---- | ---- | ---- | ---- | ---- | ---- |
| 300  | 189  | 214  | 213  | 165  | 194  | 185  | 198  | 163  |

| 1856 | 1861 | 1866 | 1872 | 1876 | 1881 | 1886 | 1891 | 1896 |
| ---- | ---- | ---- | ---- | ---- | ---- | ---- | ---- | ---- |
| 167  | 166  | 151  | 152  | 170  | 196  | 169  | 145  | 160  |

| 1901 | 1906 | 1911 | 1921 | 1926 | 1931 | 1936 | 1946 | 1954 |
| ---- | ---- | ---- | ---- | ---- | ---- | ---- | ---- | ---- |
| 153  | 134  | 116  | 101  | 113  | 116  | 115  | 126  | 87   |

| 1962 | 1968 | 1975 | 1982 | 1990 | 1999 | 2005 | 2006 | 2010 |
| ---- | ---- | ---- | ---- | ---- | ---- | ---- | ---- | ---- |
| 74   | 84   | 75   | 83   | 119  | 149  | 148  | 150  | 176  |

| 2015 | 2020 | 2022 | - | - | - | - | - | - |
| ---- | ---- | ---- | - | - | - | - | - | - |
| 171  | 207  | 209  | - | - | - | - | - | - |

## Culture locale et patrimoine

### Lieux et monuments
Église Saint-Manvieu du XIIe siècle remaniée aux XVIIIe et XIXe siècles.

### Personnalités liées à la commune
- Au XVe siècle le seigneur du lieu est Jean Aubert († 8 mai 1504), écuyer, seigneur d'Eury, de Fresnoy, d'Hincourt, de Grocourt, de Boutavant et de Molagnies[16]. Fils d'Erard Aubert et de Colette Clabaut, il épousa Guillemette de Passeliers[réf. nécessaire].

### Héraldique
| Blason de Molagnies | Blason  | De gueules au lion à la queue léopardée d’or, à la bande d’azur brochant sur le tout, au chef aussi de gueules chargé de trois coquilles d’argent, soutenu d’une fasce haussée aussi d’azur. |
| Blason de Molagnies | Détails | Le statut officiel du blason reste à déterminer. |